# Susanne Jansson
Mari Susanne Jansson, född 29 februari 1972 i Åmåls församling, död 27 augusti 2019 i Lerum, var en svensk journalist och författare.

## Biografi
Jansson genomgick gymnasiet i Uddevalla där hon studerade vid reklam- och dekorationslinjen. Efter studentexamen flyttade hon till Alingsås där hon arbetade på marknadsavdelningen på ett konfektionsföretag.  År 1995 flyttade hon till New York där hon gick en fotoutbildning, och anställdes därefter vid Daily News. Efter två år hos Daily News flyttade hon tillbaka till Sverige och inledde kvällsstudier vid Poppius journalistskola. Hon startade även ett eget företag. Susanne Jansson var frilansjournalist och skrev bland annat för Göteborgs-Posten, samt var medutgivare till en kokbok.

## Författarskap
Jansson blev känd för sin bok Offermossen som gavs ut 2017. Lotta Olsson på Dagens Nyheter menade att den var en av 2017 års 30 bästa deckare och beskrev den som en "stämningsfull debutroman på gränsen mellan skräck och deckare, där en biolog gör mätningar på en ödslig mosse. Rolig bild av en sprudlande landsbygd". Boken är översatt till ett stort antal språk, däribland de övriga nordiska språken, finska, estniska, engelska, tyska, nederländska, franska, spanska, lettiska, litauiska, tjeckiska och polska.
År 2020 utkom postumt hennes andra roman Vintervatten. En recensent beskriver en suggestiv stämning som griper tag, med mycket spänning i ett på ytan vanligt samhälle med vanliga människor, men också en historia om vad långt lidande, sorg och ensamhet kan göra med människor, och vad vi gör för att söka tröst.